# F-1 World Grand Prix
F-1 World Grand Prix ist eine Rennsimulation für das Nintendo 64.

## Spielprinzip
F-1 World Grand Prix simuliert die komplette Formel-1-Weltmeisterschaft 1997. Der Spieler kann zu Anfang ein beliebiges Team sowie einen Fahrer auswählen und eine Karriere starten.
Das Fahrzeug muss vor jedem Rennen optimiert werden, dazu zählen u. a. die richtigen Reifen auszuwählen, Winkel der Spoiler usw. Weiterhin müssen ungeplante Ereignisse wie Wetterwechsel, Unfälle und technische Probleme einkalkuliert werden.

### Spielmodi
Folgende Spielmodi sind enthalten:
- Grand Prix
- Einzelrennen
- Challenge
- Zeitrennen

Zwei Spieler können im Splitscreen gegeneinander antreten.

## Nachfolger
Der Nachfolger ist am 30. September 1999 erschienen.

## Rezeption
Das Spiel erhielt seinerzeit gute Kritiken, einzig die instabile Bildwiederholrate und andere kleinere Mängel wurden kritisiert.

## Trivia
Aufgrund lizenzrechtlicher Probleme ist der Fahrer Jacques Villeneuve nicht vorhanden, an seiner Stelle fährt der Driver Williams der jedoch beliebig umbenannt werden kann. Weiterhin fehlt das MasterCard-Lola-Team, da es nur zum Auftaktrennen in Australien antrat und sich danach von der restlichen Saison zurückzog.